# Windstill
Windstill ist ein Spielfilm von Nancy Camaldo, der im Januar 2021 in einer Online-Edition des Filmfestival Max Ophüls Preis seine Premiere feierte. In die deutschen Kinos kam der Film am 11. November 2021.

## Handlung
Hochsommer in München. Die junge Lara ist mit der Erziehung ihrer einjährigen Tochter Olivia überfordert und fährt nachts Taxi. Ihr Freund Jacob reibt sich in seinem stressigen Job als Koch in einem gehobenen Lokal auf. Er wird von seinem Chef häufig kritisiert und flüchtet sich in einen Seitensprung mit einer Kollegin. Als Lara zunehmend das Gefühl hat, mit dem Kind allein gelassen zu sein, stellt sie Olivia in ihrem Kinderwagen wortlos im Restaurant ab, in dem Jacob arbeitet. Sie reist in ihre Heimat Südtirol, wo sich ihre Schwester Ida zusammen mit einer Aushilfe, dem jungen Berliner Rafael, um den Bauernhof der verstorbenen Eltern kümmert.
Die Ankunft von Lara lässt einen alten Konflikt zwischen den Schwestern wieder aufbrechen. Nach dem Unfalltod der Eltern im Ausland war Lara nach München gegangen und hatte sich nicht mehr bei Ida gemeldet. Schon bei ihrer ersten Begegnung geraten die Schwestern heftig aneinander. Schrittweise beginnen sie zu verstehen, dass sie sich in einer ähnlichen Lage befinden und fernab von ihren Träumen leben: während Ida durch die Übernahme des Hofes kaum noch Zeit hat, an einem Buch zu arbeiten und sich als Autorin zu etablieren, verzichtete Lara aufgrund ihres Kindes auf ein geplantes Medizinstudium in München.
Unterdessen versucht Jacob mit seiner ungewohnten Rolle als alleinerziehender Vater zurechtzukommen und verliert seinen Job. Als er nach Südtirol aufbricht und Lara zur Rede stellt, wird deutlich, dass auch er seine Lebensziele nicht mit den Anforderungen der Realität in Einklang zu bringen vermag. Obwohl sie ihn liebt, entscheidet sich Ida, Rafael nach Berlin zurückzuschicken. Kurz darauf stürzt sie eine Treppe hinunter. Während ein Gewitter über den Ort zieht, kommt Ida wieder zu sich. Die letzten Szenen scheinen anzudeuten, dass Ida eine erfolgreiche Schriftstellerin geworden ist, einen Mann und ein Kind hat. Jacob hat sich um die Erziehung Olivias gekümmert, während Lara erfolgreich ihr Medizinstudium in München abgeschlossen hat. Gemeinsam mit Ida und Olivia feiert sie ihren Abschluss.

## Produktion
Regie führte die in Südtirol aufgewachsene Regisseurin Nancy Camaldo, die auch das Drehbuch verfasste. Bei Windstill handelte es sich um den Abschlussfilm ihres Regiestudiums an der Hochschule für Fernsehen und Film München. Nach einer Reihe von Kurzfilmen war Windstill gleichzeitig ihr erster Langfilm. Camaldo wurde von der persönlichen Geschichte eines guten Freundes inspiriert, der seine Träume von einer Ausbildung als Pilot oder Auswanderung nach Neuseeland nicht verwirklichte, weil unter anderem eine Freundin schwanger von ihm wurde. Er beugte sich dem Lauf der Dinge und verschob seine Träume in eine ferne Zukunft. Windstill erzähle „vom inneren Kampf dreier Menschen, die genau wie wir alle versuchen herauszufinden, wann ihr ‚irgendwann mal‘ war [sic], ist oder vielleicht noch sein wird“, so die Filmemacherin.
Die Kamera führte Lukas Nikolaus, der mit Windstill seinen zweiten Langspielfilm fertigstellte. Gedreht wurde der Film zwischen Oktober 2018 und Juli 2019 an Orten in Deutschland und Italien, unter anderem am Reschensee.
Produziert wurde Windstill von der Elfenholz Film GmbH in Kooperation mit dem Bayerischen Rundfunk. IDM Südtirol förderte die Produktion mit 140.000 Euro. Der FilmFernsehFonds Bayern (FFF) steuerte eine weitere Produktionsförderung in Höhe von 50.000 Euro bei.
Seine Premiere feierte Windstill ab dem 18. Januar 2021 im Rahmen des komplett online stattfindenden Filmfestivals Max Ophüls Preis. Der Film trat zusammen mit elf weiteren Beiträgen aus Deutschland, Österreich, der Schweiz und Chile im Wettbewerb Spielfilm an.
Am 11. November 2021 erlebte der Film seinen Kinostart in Deutschland. Knapp ein Jahr später, am 6. November 2022, wurde der Film von der ARD im öffentlich-rechtlichen Fernsehen erstausgestrahlt.

## Kritik
Gunda Bartels bezeichnete es im Tagesspiegel als „riskante Dramaturgie“, dass sich „das vermeintliche Sozial- und Beziehungsdrama über die Nöte und den Druck junger Eltern“ erst im letzten Drittel zu einem intensiven Kammerspiel über Verlust und Verzeihung ausweite. „Trotzdem ist ‚Windstill‘ ein eindrucksvolles Porträt unentschlossener junger Menschen, die in die ewige Falle tappen, zu lange in ungeliebten Routinen zu verharren, statt ihr Glück in der Veränderung zu suchen.“
Für den Rezensenten Jens Balkenborg von epd Film funktioniert der Film in den ersten 40 Minuten „ganz gut“; er halte eine innere Spannung und etabliere mit dem Fokus auf der überforderten und wütenden Mutter ein Tabuthema auf der Leinwand. „Doch mit dem Moment, in dem Lara die Stadt verlässt und zu ihrer Schwester Ida […] ins elterliche Haus nach Südtirol fährt, kommt der Film ins Straucheln. Die Charaktere verlieren Kontur und verkommen zusehends zu Stichwortgeber:innen in einem Plot, der seinen Fokus verliert und überall das große Drama sucht. Plötzlich ist vom Kind keine Rede mehr, sondern es geht um Schwestern, die sich um die Einrichtung im elterlichen Bauernhaus streiten und wieder zusammenraufen.“

## Auszeichnungen
- Filmfestival Max Ophüls Preis (2021)
  - Nominierung im Wettbewerb Spielfilm[3]
  - Nominierung Bester Schauspielnachwuchs (Giulia Goldammer; Thomas Schubert)[12]

- VGF-Nachwuchsproduzentenpreis 2021